# Brain Thrust Mastery
Brain Thrust Mastery es el tercer disco de We Are Scientists. Se publicó el 17 de marzo de 2008. El primer sencillo del disco es "After Hours".

## Listado de canciones
| N.º | Título               | Duración |  |
| 1.  | «Ghouls»             | 3:00     |  |
| 2.  | «Let's See It»       | 3:57     |  |
| 3.  | «After Hours»        | 3:54     |  |
| 4.  | «Lethal Enforcer»    | 4:45     |  |
| 5.  | «Impatience»         | 3:29     |  |
| 6.  | «Tonight»            | 3:42     |  |
| 7.  | «Spoken For»         | 3:03     |  |
| 8.  | «Altered Beast»      | 3:59     |  |
| 9.  | «Chick Lit»          | 3:56     |  |
| 10. | «Dinosaurs»          | 3:39     |  |
| 11. | «That's What Counts» | 4:21     |  |

| Edición especial CD2 |                                |          |  |
| N.º                  | Título                         | Duración |  |
| 1.                   | «Nobody Move, Nobody Get Hurt» | 6:02     |  |
| 2.                   | «Lethal Enforcer»              | 5:41     |  |
| 3.                   | «Impatience»                   | 4:17     |  |
| 4.                   | «Let’s See It»                 | 4:56     |  |
| 5.                   | «It’s A Hit»                   | 4:48     |  |
| 6.                   | «After Hours»                  | 4:40     |  |
| 7.                   | «The Great Escape»             | 3:35     |  |

La edición especial del disco incluye un CD en directo de un concierto en Union Chapel, Londres el 23 de noviembre de 2007.
- Datos: Q2302066